# We'll Make It Right
We'll Make It Right is een Nederlandse alternatieve popgroep, die bestaat uit leden van de Dox Family. De meeste leden zijn multi-instrumentalisten en hebben een achtergrond in de jazzmuziek.

## Biografie
We'll Make It Right ontstond in 2009 als een samenwerking tussen Benny Sings, Bart Suèr, Roos Jonker, Dean Tippet, DJ Extraaa en Bo Koek, alias Les Frogs. Voor het In A Cabin With project sloten zij zich, tussen 3 en 10 januari 2009, zeven dagen op in het Lloyd Hotel in Amsterdam om daar met elkaar een album op te nemen. Het album werd uitgebracht in Nederland en Japan.
In 2011 besloot de band een doorstart te maken. Op 8 april 2011 komt het album We'll right it make uit bij Dox Records. In augustus 2011 trad de band op in Tokio en Osaka.

## Bezetting
- Dean Tippet - gitaar, piano, hammondorgel, Fender Rhodes, basgitaar en zang
- Roos Jonker - harp, percussie, saxofoon, synthesizer, piano en zang
- Benny Sings - keyboards, basgitaar, percussie en zang
- Bart Suèr - saxofoon, zang, dwarsfluit, synthesizer en Fender Rhodes
- DJ Extraaa - dj, vocoder en percussie
- Les Frogs - drums, marimba, synthesizer, hammondorgel, Fender Rhodes, gitaar en percussie

## Discografie
- In A Cabin With (2009)
- We'll right it make (2011)